# Droga krajowa 98
Die Droga krajowa 98 ist eine ehemalige Landesstraße in Polen mit einer Gesamtlänge von 24,2 km.
Die Straße verläuft parallel zur Autobahnumfahrung von Wrocław auf der ehemaligen Strecke der Landesstraße 8 im Stadtgebiet Wrocław (Breslau) und Umgebung. Sie verbindet die Schnellstraße S8 ab der Anschlussstelle Kobierzyce mit der Landesstraße 8 bei Długołęka und stellt die Ausweichstrecke für die erst am 31. August 2011 vollständig eröffnete Autobahn A8 dar.
Die Straßennummer wurde offiziell am 11. August 2011 in das Landesstraßennetz aufgenommen.
Seit dem 4. August 2020 wurde die Droga krajowa 98 zur Droga wojewódzka 372 und zur Gemeindestraße abgestuft.

## Wichtige Ortschaften entlang der Strecke
- Wrocław (5 / 94)